# Virgil Snyder
Virgil Snyder (1869, Dixon, Iowa - 1950) est un mathématicien américain, spécialisé en géométrie algébrique.

## Biographie
En 1886, Snyder s'inscrit à l'université d'État de l'Iowa et obtient un baccalauréat en 1889. Il fréquente l'université Cornell de 1890 à 1892 puis part étudier les mathématiques en Allemagne grâce à une bourse Erastus W. Brooks. En 1895, il obtient un doctorat de l'université de Göttingen sous la direction de Felix Klein. En 1895, Snyder retourne à Cornell en tant qu'instructeur, devenant professeur adjoint en 1905 et professeur titulaire en 1910. En 1938, il prend sa retraite en tant que professeur émérite, après avoir supervisé 39 doctorants, dont 13 femmes. Parmi ces étudiants, le plus connu est peut-être Clarence Lemuel Elisha Moore. Snyder est président de l'American Mathematical Society pour un mandat de deux ans en 1927 et 1928.
Il est conférencier invité du Congrès international des mathématiciens en 1928 à Bologne, en 1932 à Zurich et en 1936 à Oslo.
Snyder fait des recherches sur les configurations des surfaces réglées, sur Crémone et sur les transformations birationnelles.